# Albatros royal
Diomedea epomophora
Espèce
Statut de conservation UICN

 VU D2 : Vulnérable
L'Albatros royal (Diomedea epomophora) est un Oiseau marin de la famille des Diomedeidae. Il se reproduit sur quelques îles néo-zélandaises, principalement l'île Campbell, et vole dans toute la région subantarctique hors de sa période de reproduction.
L'Albatros royal est l'un des oiseaux ayant la plus grande envergure : ses ailes déployées peuvent mesurer plus de 3,50 m. Sa tête et son corps sont blancs, avec un bec plus ou moins rose selon la saison et les individus. Seul le dessus de ses ailes est sombre, avec une bordure noire en-dessous. Les taches blanches qu'il porte sur les ailes lui ont donné son ancien nom d'Albatros à épaulettes. Quelques détails le distinguent de l'Albatros de Sanford (Diomedea sanfordi) et de l'Albatros hurleur (Diomedea exulans) : il a une bande blanche plus ou moins large à l'avant de ses ailes, qui blanchissent avec l'âge, et un trait noir sépare ses mandibules.
La majorité des Albatros royaux se reproduisent sur l'île Campbell, au large de la Nouvelle-Zélande. Quelques individus nichent aussi sur l'île Enderby et l'île Adams et l'espèce peut s'hybrider avec l'Albatros de Sanford dans la région d'Otago. Lorsqu'il ne se reproduit pas, il vole sur de très grandes distances, d'abord vers l'Amérique du Sud, puis il fait le tour de la région subantarctique jusqu'à rejoindre la Nouvelle-Zélande.
Plutôt solitaire, l'Albatros royal se laisse porter par le vent au-dessus des vagues afin d'économiser son énergie. Il se nourrit principalement de calmars, mais aussi de poissons, de crustacés, de Tuniciers et de carcasses en mer. Il ingère aussi des objets non comestibles, comme des morceaux de plastique. Comme d'autres oiseaux marins, il possède des glandes à sel qui lui permettent de filtrer l'eau de mer.
Il n'atteint sa maturité sexuelle qu'à 8 ou 10 ans et se reproduit tous les deux ans, sauf en cas d'échec de sa couvée. Les couples sont très fidèles. Après une parade nuptiale complexe qui comprend des chants et des gestes variés, ils donnent naissance à un seul petit, entre fin novembre et début décembre. Le poussin arrive à maturité très tard comparé à d'autres espèces, environ 236 jours après son éclosion. Il peut vivre jusqu'à une soixantaine d'années, ce qui en fait l'un des oiseaux à la longévité la plus importante.
L'Albatros royal est considéré comme une espèce vulnérable par l'Union internationale pour la conservation de la nature et par le Ministère de la Conservation néo-zélandais. Par le passé, il a souffert de l'introduction d'espèces invasives et l'exploitation agricole sur ses aires de reproduction, qui l'ont probablement fait disparaître de l'île Auckland et ont fait chuter ses effectifs sur les îles voisines. Des efforts de suivis et de protection ont permis à sa population d'augmenter au cours du XXe siècle, mais elle décline depuis les années 1990. Il est aussi une victime accidentelle, comme d'autres oiseaux marins, de la pêche à la palangre.

## Description

### Dimensions et plumage
L'Albatros royal est l'un des plus grands Albatros. Il mesure 115 cm de long, avec une envergure qui peut atteindre 3,51 m, ou 3,60 m. Son bec mesure en moyenne 18,5 cm, sa queue 27,6 cm et son tarse 12 cm. Les mâles sont généralement plus grands et ont le plumage plus blanc que les femelles. Ils sont aussi plus lourds : 8,8 kg pour les mâles contre 7,6 kg pour les femelles.
Il est l'Albatros au plumage le plus blanc. Chez les adultes, la tête et le corps sont entièrement blanc, avec le dessus des ailes brunâtre ou noir. Le dessous des ailes est presque entièrement blanc, avec seulement une bande noire à l'arrière, qui rejoint la pointe de l'aile et s'étend jusqu'au carpométacarpe. Les ailes blanchissent progressivement avec l'âge. Le bec est plus ou moins rose, avec une ligne noire caractéristique qui sépare les mandibules. Il semble que le bec et les pattes des mâles prennent un rose plus vif en période de reproduction,. 
On peut distinguer 5 stades de développement du plumages chez les Albatros royaux,. Les juvéniles au stade 1 se distinguent des adultes grâce aux motifs noirs sinueux en bas de leur dos et parfois une bande noire au bout de la queue. Le dessus des ailes est noirâtre, avec quelques pointes de blanc sur le bord d'attaque et une tache blanche au centre de l'aile. Les taches blanches sur le dessus de l'aile deviennent plus prononcées au stade 2, puis elles blanchissent encore plus aux stades 3 et 4.

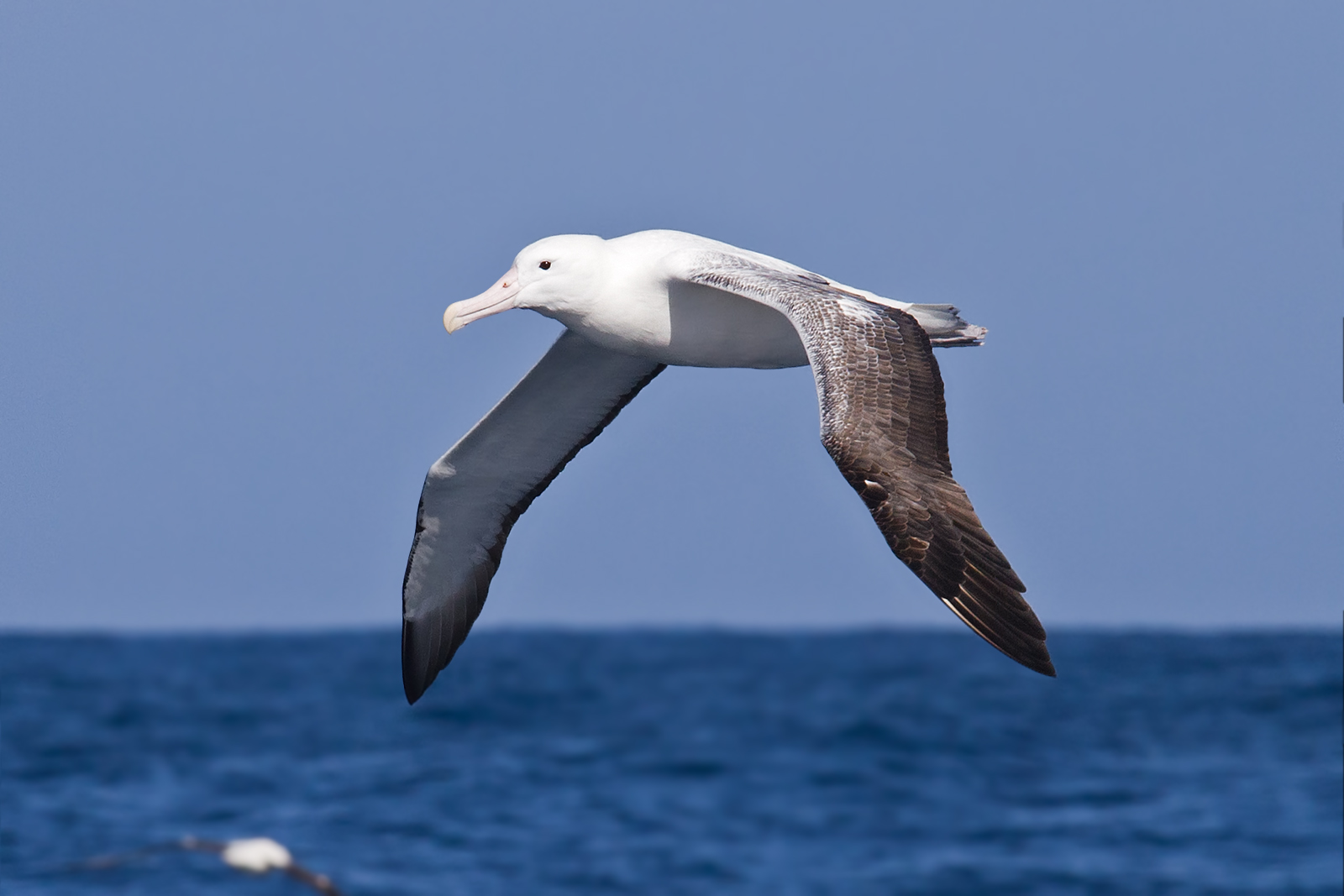
En vol, l'Albatros royal a une silhouette bossue. Une ligne blanche est visible à l'avant de l'aile, sur le bord d'attaque.
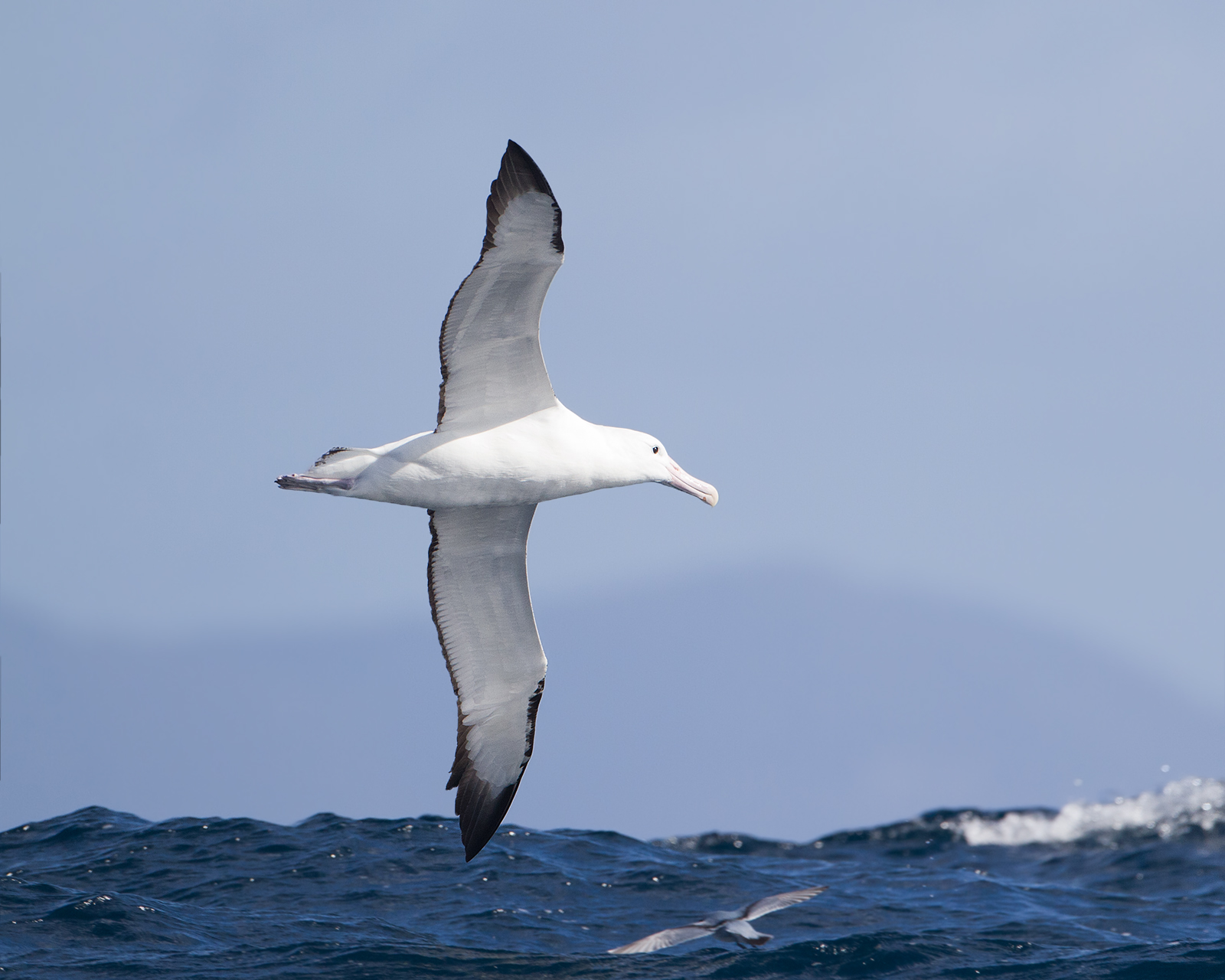
Le corps et le dessous des ailes sont blancs, avec une marge noire à l'arrière de l'aile, sur le bord de fuite.
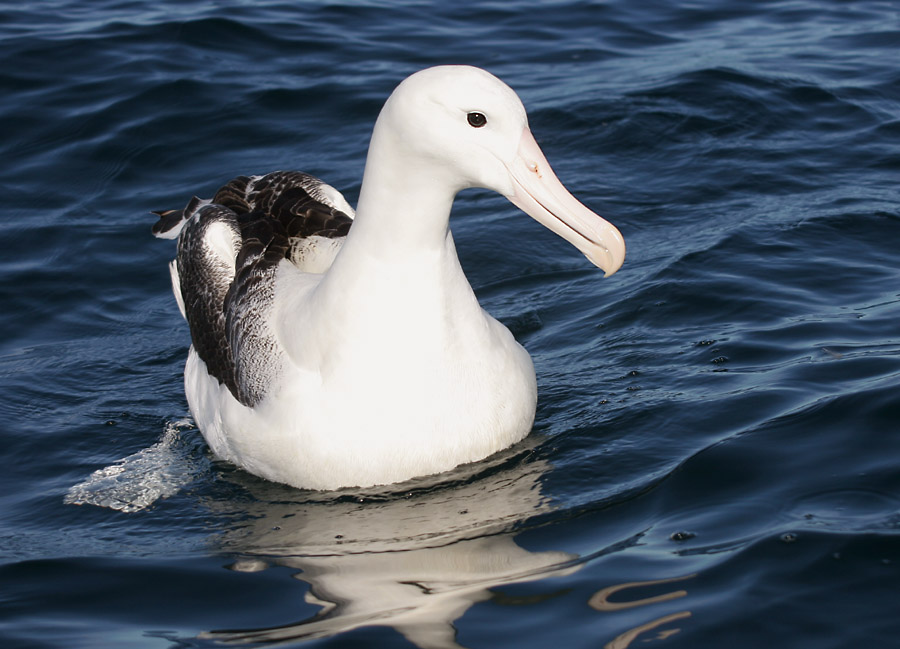
Des taches blanches sont visibles sur les ailes lorsqu'elles sont repliées.
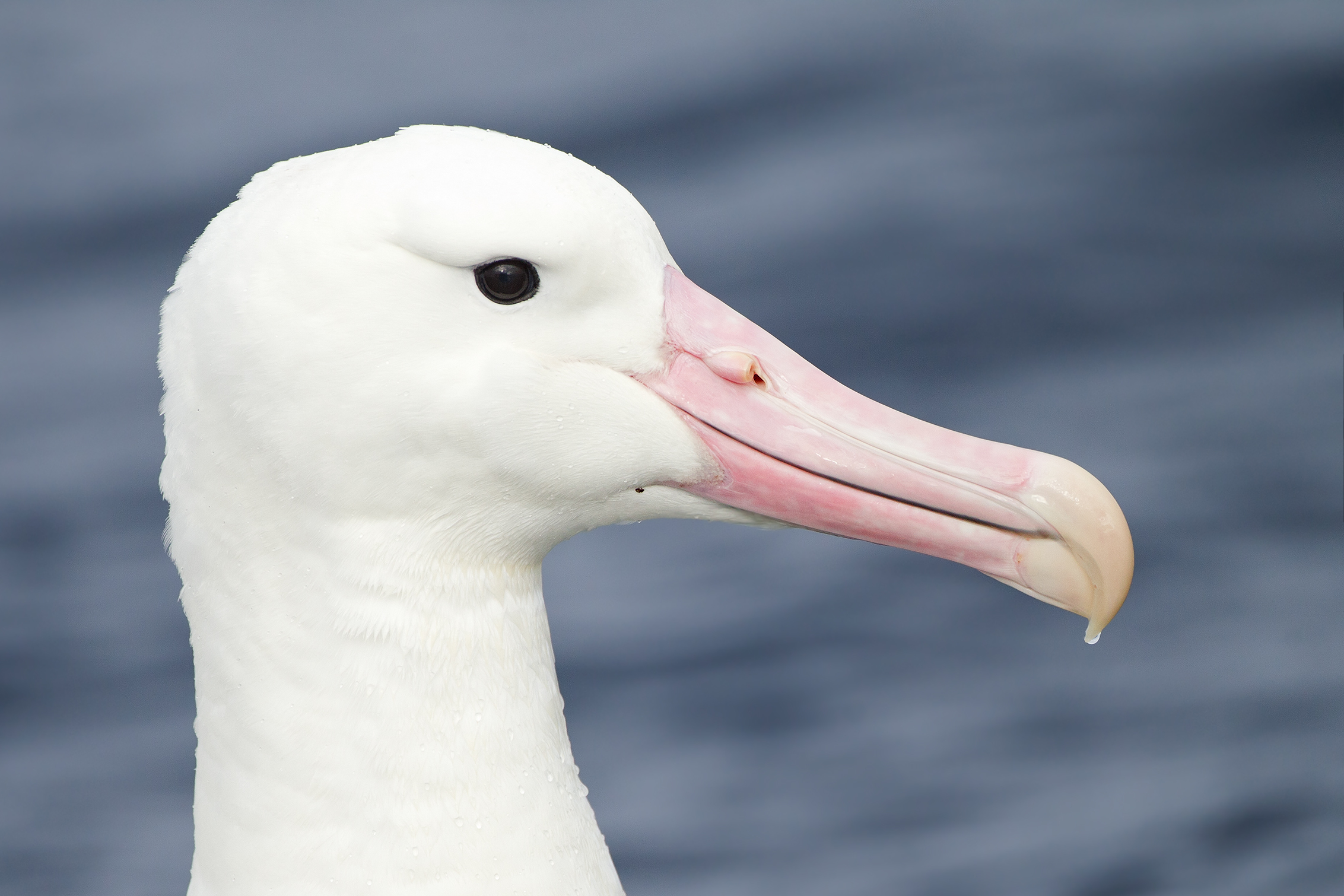
Le bec rose présente une ligne sombre caractéristique entre les deux mandibules.

### Voix
L'Albatros royal est généralement silencieux, mais il peut devenir bruyant lorsqu'il cherche à s'imposer pour atteindre de la nourriture. Il émet alors des coassements, des cris perçants et des gargouillis. Il produit un son menaçant pour éloigner les intrus, en claquant son bec rapidement de manière répétitive. Lors de la parade nuptiale les couples établissent une communication complexe qui comprend des chants variés, puis lors de l'accouplement la femelle émet des jappements bas.

### Espèces ressemblantes
L'Albatros de Sanford (Diomedea sanfordi) vit dans les mêmes zones que l'Albatros royal et ils peuvent être difficiles à distinguer. Longtemps considéré comme une sous-espèce, l'Albatros de Sanford a des ailes uniformément noires sur le dessus et presque entièrement blanches en-dessous,. En revanche, l'Albatros royal a la plupart du temps des taches blanches sur le dessus de l'aile, et une bande blanche à l'avant, sur le bord d'attaque. Selon l'ornithologue John Penhallurick, ces différences peuvent être liées à la latitude à laquelle ces deux espèces se reproduisent : l'Albatros royal, qui se reproduit plus au sud dans un climat plus froid, a des ailes plus blanches, alors que l'Albatros de Sanford, dans un climat plus chaud, a les ailes plus sombres. Les jeunes Albatros de Sanford ont un motif brun moucheté sur le sommet de la tête, ce qui n'est pas le cas chez les jeunes Albatros royaux.
L'Albatros royal ressemble beaucoup à l'Albatros hurleur (Diomedea exulans). Vu de près, des différences légères permettent de les reconnaître, notamment le motif du dessous des ailes : chez l'Albatros royal, la marge noire à l'arrière de l'aile se fond de manière plus égale que chez l'Albatros hurleur. Le dessous des ailes est identique, chez les adultes et chez les juvéniles. En vol, l'Albatros royal peut sembler légèrement plus bossu et l'Albatros hurleur n'a pas la ligne noire caractéristique entre ses mandibules.

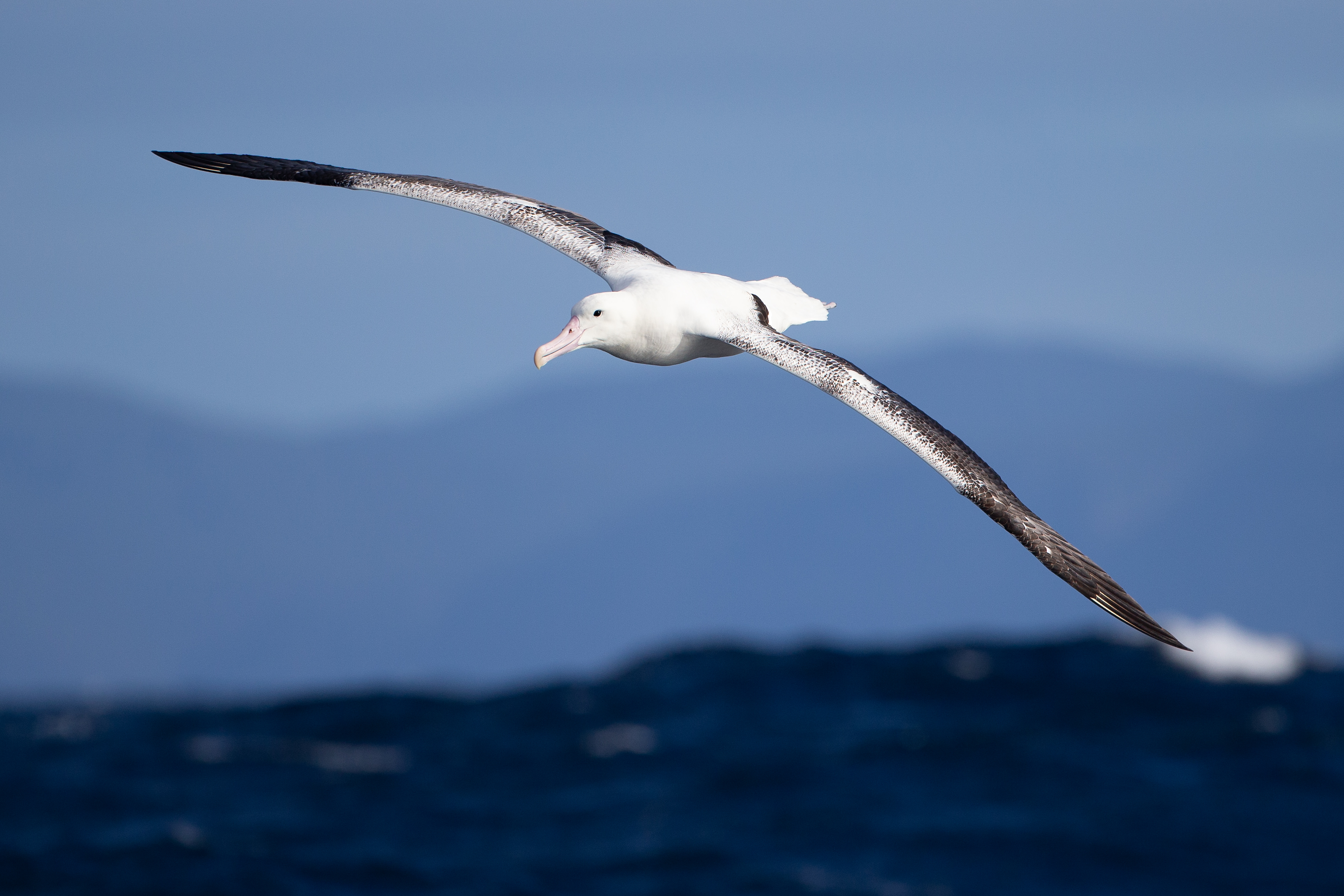
L'Albatros royal a une bande blanche caractéristique à l'avant de l'aile, qui peut être plus ou moins large.
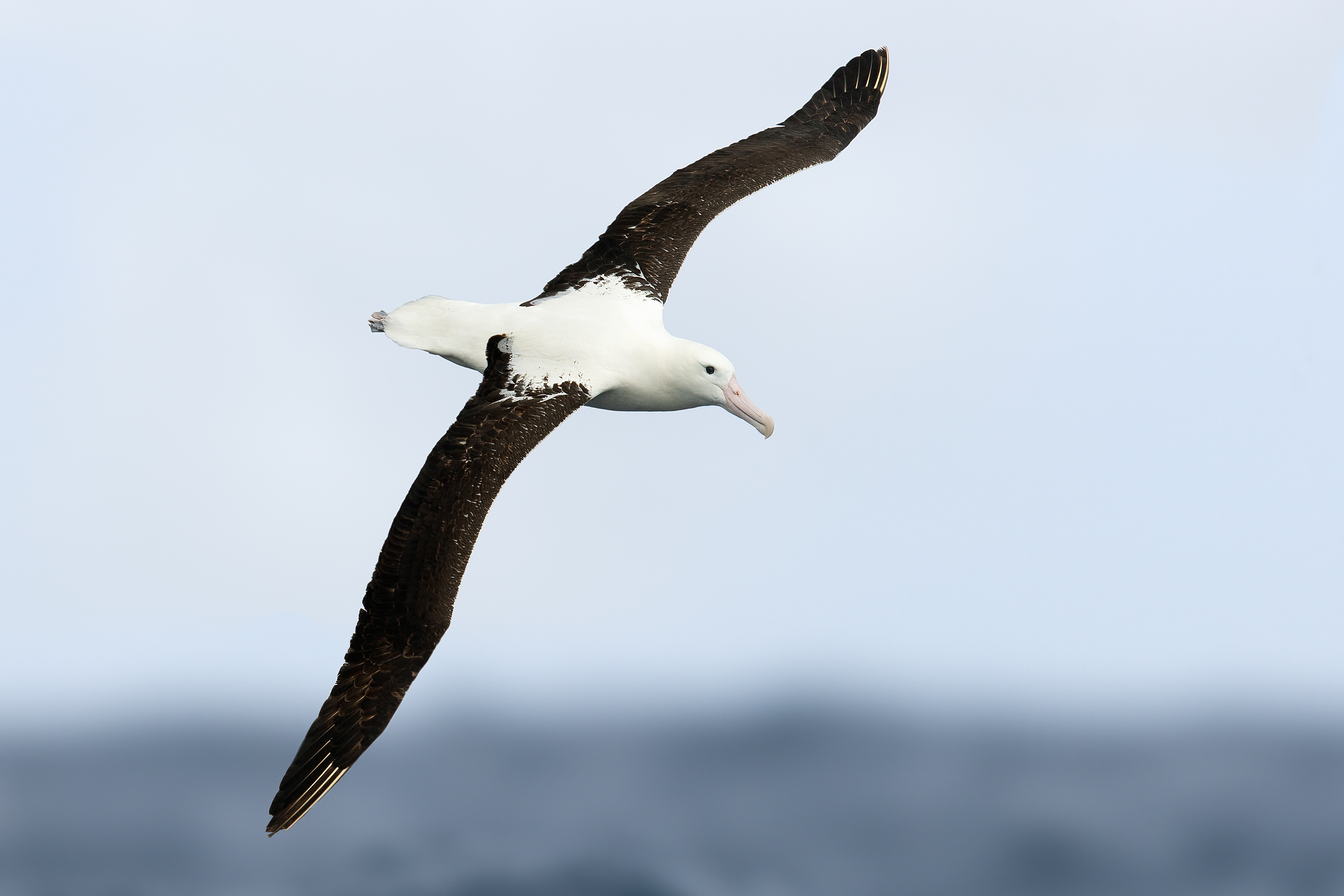
Chez l'Albatros de Sanford, les ailes sont plus noires et ne portent pas de ligne blanche à l'avant.
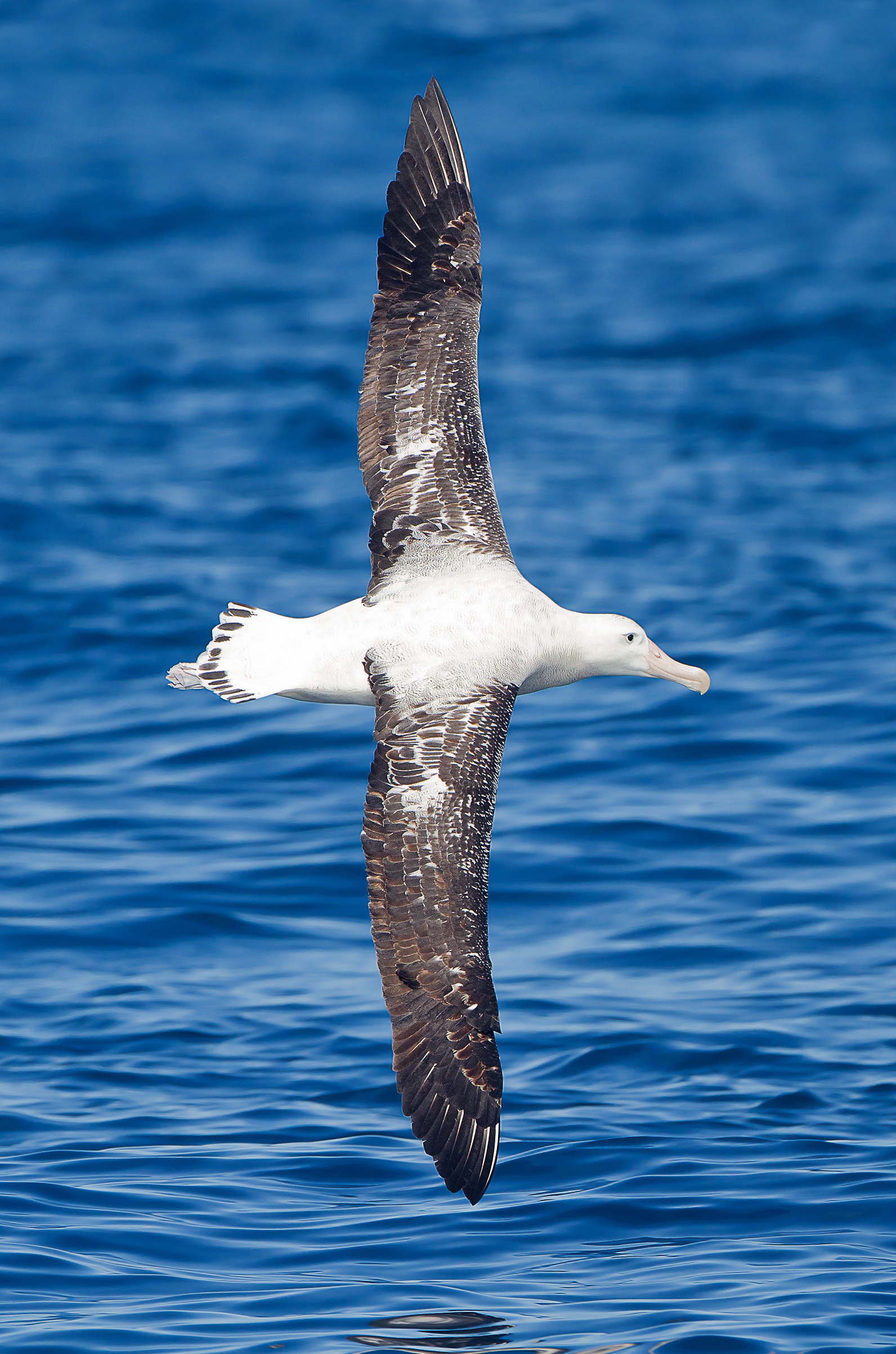
Le bec de l'Albatros hurleur est uniformément rose, sans ligne noire entre les mandibules.

## Distribution et habitat

L'Albatros royal se reproduit dans quelques îles néo-zélandaises, mais les individus non-reproducteurs volent tout autour de la région subantarctique.

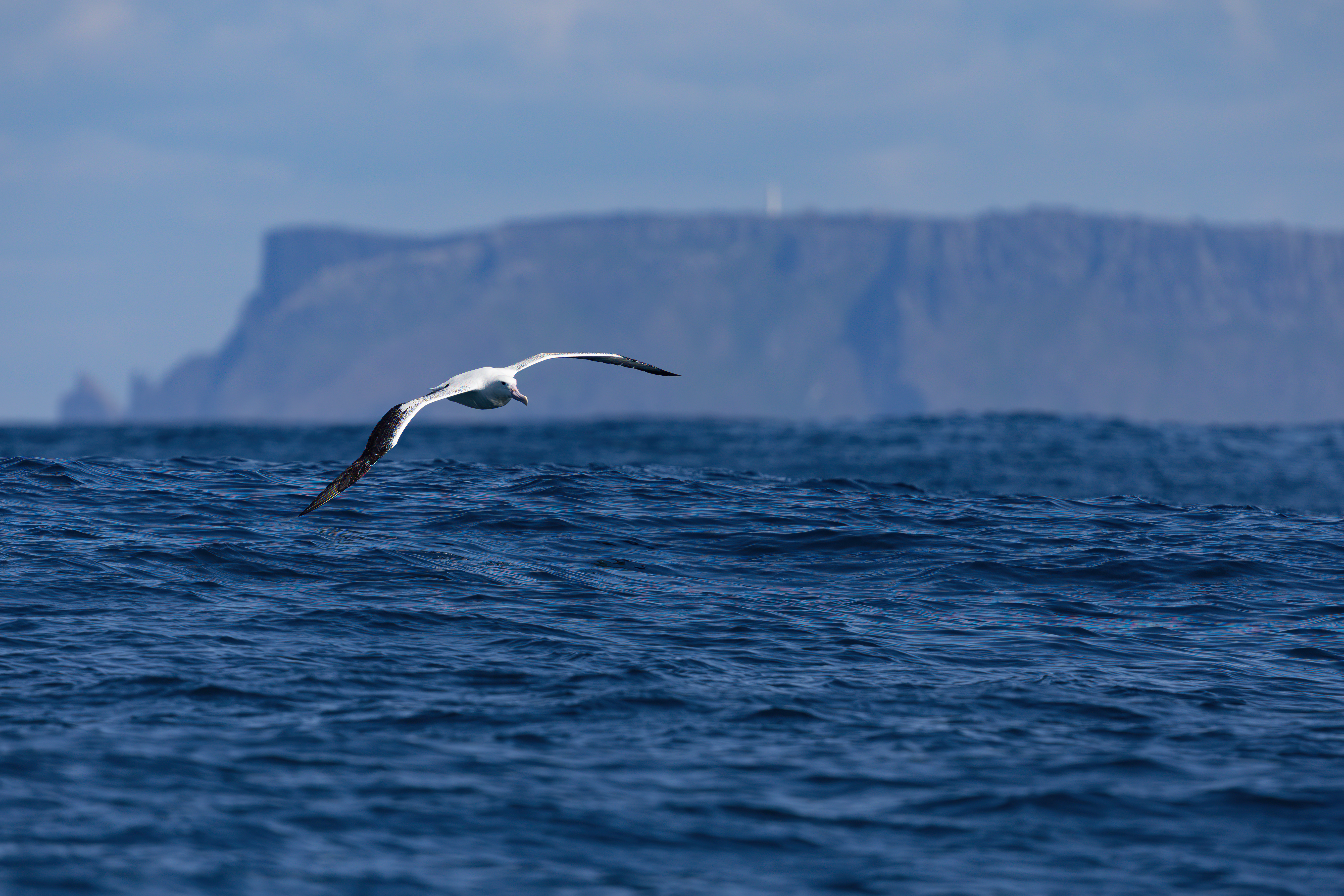
Plutôt solitaire, l'Albatros royal plane sur de grandes distances en étant porté par le vent.

L'Albatros royal ne se reproduit que dans les îles néo-zélandaises,,,, en grande majorité sur l'île Campbell, tandis que les Albatros de Sanford se reproduisent en majorité dans les îles Chatham. Son aire de répartition en période de reproduction s'étend de la région subantarctique jusqu'à une latitude de 36°S, aux alentours de la Nouvelle-Zélande. Il s'éloigne peu de son site de reproduction, y compris pour chercher de la nourriture qu'il trouve principalement entre le plateau de Campbell, les îles Snares et les îles Chatham, dans le même territoire que l'Albatros à sourcils noirs (Thalassarche melanophris), l'Albatros à tête grise (Thalassarche chrysostoma) et l'Albatros de Buller (Thalassarche bulleri),.
Les individus qui ne se reproduisent pas — les immatures à partir de 2 ou 3 ans et les adultes non reproducteurs — volent sur de grandes distances autour du cercle antarctique,. Des suivis par satellites ont permis de montrer que les oiseaux non reproducteurs peuvent chercher de la nourriture sur une aire supérieure à 10 000 km2. Ils rejoignent directement l'Amérique du Sud, la plupart pour hiverner en Patagonie argentine, puis font le tour du cercle antarctique vers l'est jusqu'à rejoindre la Nouvelle-Zélande. Ils sont fréquents le long des côtes de l'Amérique du Sud, principalement en Argentine et plus occasionnellement au sud du Chili,,. Ils peuvent être observés jusqu'à une latitude de 10°S à l'ouest, et 23°S au large du Brésil, ainsi que dans la Grande baie australienne,. Ils sont rares au sud de l'océan indien et des individus erratiques peuvent être aperçus à la pointe sud de l'Afrique et dans les îles Tuamotu,. Un jeune individu isolé a été observé au centre de la Grande barrière de corail, dans le Queensland, en 2012.

## Écologie et comportement

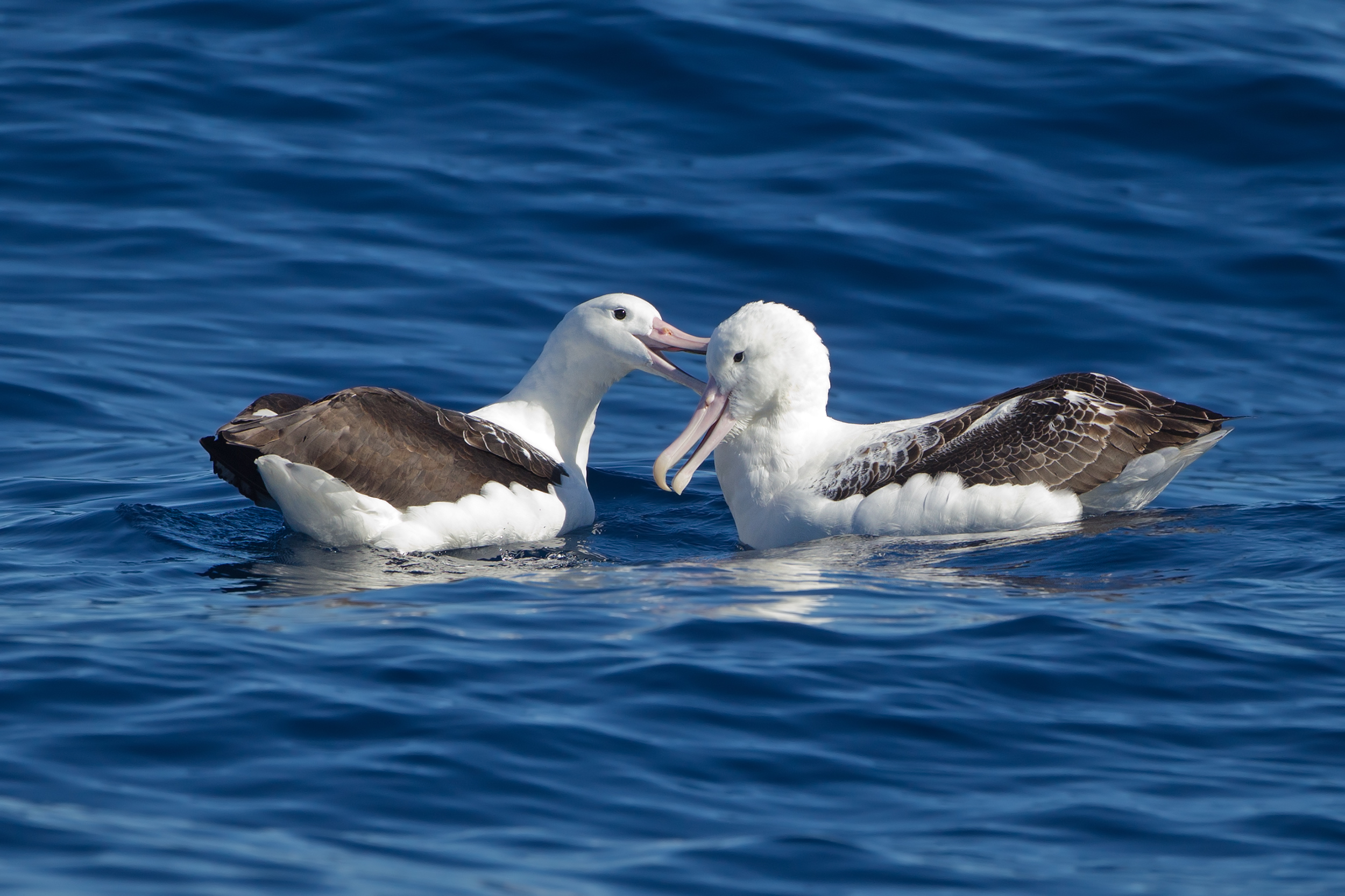
Deux Albatros royaux près de la péninsule de Tasman.

L'Albatros royal est généralement solitaire, bien que de grands groupes puissent se former lors de la recherche de nourriture, notamment autour des bateaux de pêche,. Son comportement rappelle celui de l'Albatros hurleur, bien que l'Albatros royal suive moins les bateaux,.
Pour se déplacer sur de très grandes distances, l'Albatros royal plane au-dessus des vagues en se servant des courants d'air. Battre des ailes lui demande trop d'énergie, ce qui le rend dépendant du vent : par temps trop calme, il peut être obligé de se poser pour flotter sur l'eau. Il a besoin de courir sur une certaine distance pour s'envoler, et peut occasionnellement se blesser en atterrissant sur des sols durs.
En mer, les mâles et les femelles sont généralement séparés, ce qui se reflète dans les cas d'oiseaux pris dans des filets de pêche : les femelles sont plus souvent prises dans les régions subtropicales et les mâles dans les régions subpolaires.

### Alimentation
L'Albatros royal se nourrit principalement de céphalopodes, surtout des calmars, mais aussi de poissons, de crustacés et de Tuniciers,. Il peut aussi se nourrir de carcasses de requins. D'après une étude de M. J. Imber (1999), la proie la plus souvent consommée est une espèce de calmar, Histioteuthis atlantica, mais Onykia ingens représente le plus de masse ingérée. L'Albatros royal consomme majoritairement des céphalopodes adultes, excepté le Calmar géant dont il ne mange que les juvéniles et les espèces du genre Taningia qu'il consomme à n'importe quel âge. Il est plus sélectif que l'Albatros hurleur, qui consomme 27 familles de calmars différentes contre seulement 5 pour l'Albatros royal. Les poissons qu'il mange sont plus difficiles à identifier, mais on sait qu'il se nourrit d'espèces du genre Macruronus, Pseudophycis (en), Genypterus et Hoplostethus. Les crustacés sont secondaires dans son régime. Il ingère aussi des objets flottants non comestibles, comme des morceaux de bois, des algues et des objets en plastique variés — notamment des leurres en forme de calmars, des capuchons, des opercules de bouteilles et des briquets. Il chasse surtout la nuit.
Autour de la Nouvelle-Zélande, les zones où il recherche sa nourriture s'étendent au sud et au sud-est du plateau de Campbell et au sud des îles Snares. Selon Imber (1999), il ne chasse pas dans les zones de grands fonds. Les proies principales de son régime vivent à proximité des côtes, tandis que des espèces qui vivent exclusivement en eaux profondes sont absentes. Néanmoins, un rapport de 2024 qui tient compte de suivis GPS montre qu'en dehors de la période de reproduction, il préfère se nourrir à la limite entre le plateau et le talus continental et au-dessus des grands fonds. Il capture surtout ses proies en surface, posé sur l'eau, mais peut occasionnellement plonger jusqu'à deux mètres de profondeur,.
Pour pouvoir ingérer de l'eau de mer, les Albatros royaux possèdent des glandes à sel, comme d'autres oiseaux marins. Ces glandes permettent de maintenir l'équilibre osmotique du sang, en évacuant le sel par un liquide incolore qui coule le long du bec. Ce phénomène donne l'impression que les Albatros ont « la goutte au nez ».

### Reproduction

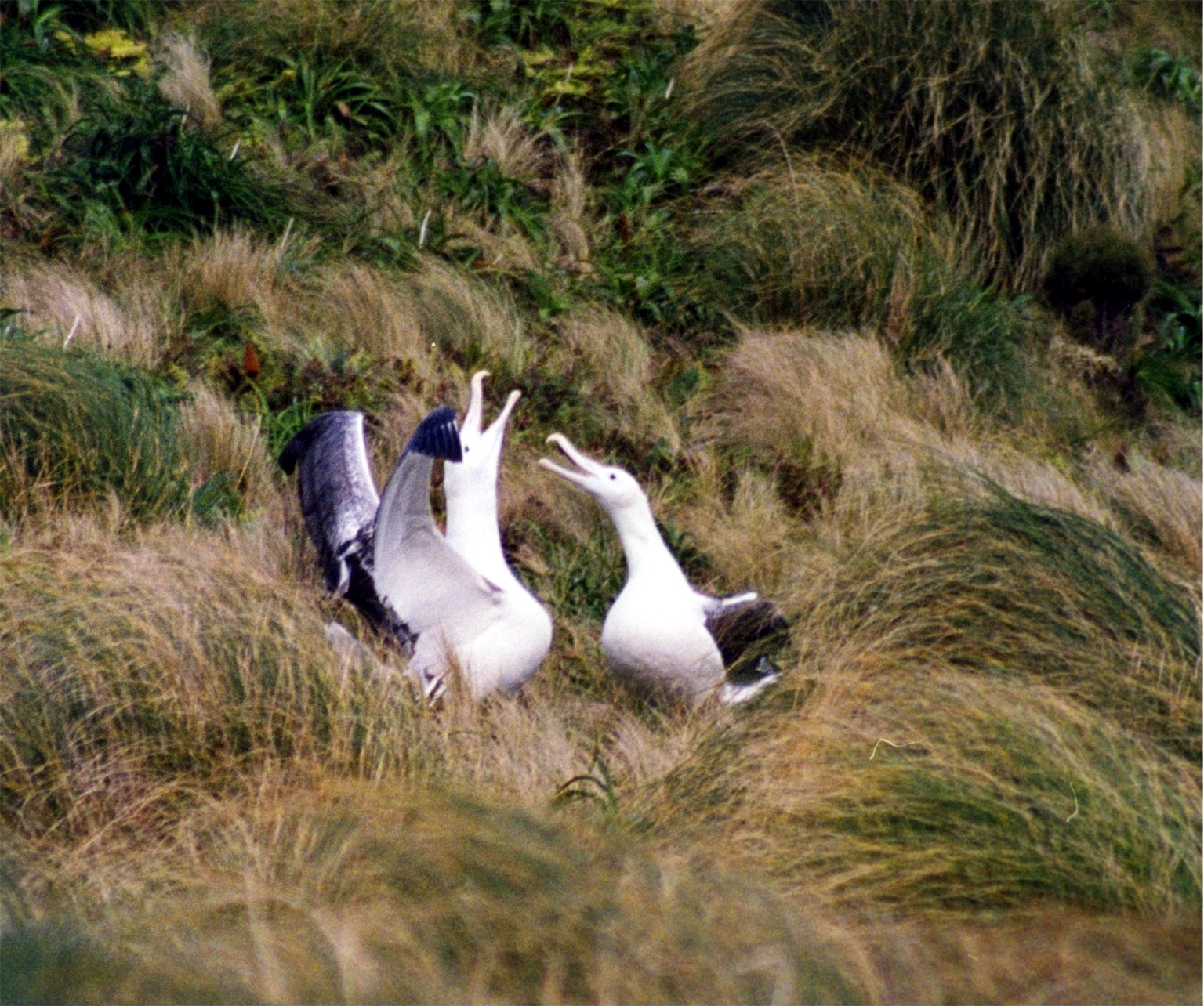
La parade nuptiale comprend des gestes variés, comme étendre les ailes ou pointer le bec vers le ciel.

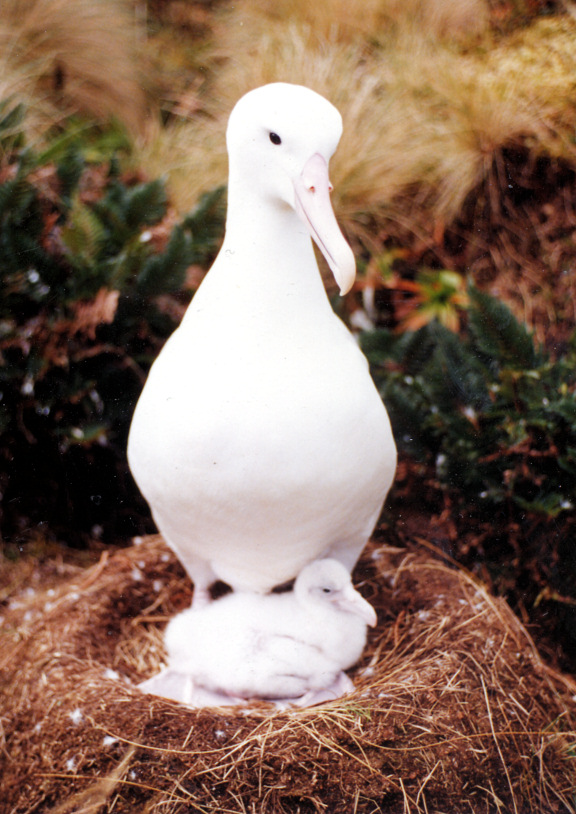
L'Albatros royal donne naissance à un seul poussin, qui arrive à maturité plus de 200 jours après son éclosion.

Le cycle de reproduction de l'Albatros royal est très long, ce qui s'observe aussi chez d'autres grands Albatros, comme l'Albatros hurleur. Sa maturité sexuelle est atteinte à 8 ou 10 ans et une génération dure près de 28 ans. Il se reproduit généralement tous les deux ans,,, bien que des couples puissent exceptionnellement se reproduire chaque année. En cas d'échec de la couvée, les couples tentent généralement de se reproduire dès l'année suivante.
L'Albatros royal se reproduit presque exclusivement sur l'île Campbell, ainsi que dans l'archipel des îles Auckland, sur l'île Enderby et l'île Adams, où la température oscille et  entre 6°C et 8°C,,. Il s'hybride parfois avec l'Albatros de Sanford à Taiaroa Head, sur la péninsule d'Otago, et plus rarement sur l'île Enderby,.
Les couples, très fidèles, arrivent dans la colonie en octobre. Ils effectuent une parade nuptiale complexe qui comprend des chants et des mouvements variés : l'un après l'autre, ils étendent leurs ailes, se touchent les flancs ou tracent des cercles avec leur bec et lèvent la tête vers le ciel,. Leur site de nification doit être un terrain assez plat avec des crêtes dégagées pour décoller facilement. Ils forment leur nid sur des plateformes dans des prairies de Poa litorosa, à la limite entre les broussailles de Dracophyllum (de 150 à 200 m d'altitude) et la végétation de type toundra (350 à 400 m),. La majorité des œufs sont pondus entre le 20 novembre et le 5 décembre — environ 2 à 3 semaines plus tard que l'Albatros de Sanford. Chaque couple pond un seul œuf, qui mesure en moyenne 12,5 cm de long pour 7,8 cm de large et pèse 445 g. Les œufs sont couvés pendant environ 79 jours puis éclosent à la mi-février,. Les petits pèsent 305 g à l'éclosion et sont nombreux à mourir à la naissance.
Bien que la durée d'incubation ne soit pas très différente entre l'Albatros royal et d'autres espèces plus petites, les jeunes arrivent à maturité très tard, environ 236 jours après leur éclosion. Les jeunes oiseaux de l'année quittent leur colonie au printemps austral, avec un départ qui a lieu généralement vers le 28 octobre. Ils volent d'abord aux alentours de la Nouvelle-Zélande, puis se dirigent vers l'Amérique du Sud entre décembre et avril.

### Longévité
L'Albatros royal peut vivre jusqu'à une soixantaine d'années. Une femelle Albatros, prénommée Grandma, a détenu le record du plus vieil oiseau sauvage connu : elle a été vue sur son nid pour la dernière fois en 1989, à l'âge de 61 ou 62 ans. Certains auteurs la présentent comme une Albatros royal,, mais il s'agissait en fait d'une Albatros de Sanford vivant dans la colonie de Taiaroa Head. Ce record est aujourd'hui détenu par Wisdom, une femelle Albatros de Laysan (Phoebastria immutabilis) née vers 1951.

## Effectifs, menaces et conservation

### Suivi des effectifs
La population d'Albatros royaux fait l'objet de suivis importants. Entre 1941 et 1998, plus de 35 000 individus ont été bagués sur l'île Campbell. Ils peuvent aussi être équipés de balises GPS pour suivre leurs déplacements en mer. Des appareils photos ou des caméras, placés à proximité des nids, permettent de surveiller le succès reproducteur. Pour toutes ses aires de reproduction confondues, on estimait le nombre de couples nicheurs à environ 7 900 en 1998 et 8 400 en 2000. Sur l'île Enderby, des comptages annuels des nids sont effectués depuis 1992 durant l'été austral, entre décembre et février. Ces comptages ont permis de mettre en évidence le rétablissement de la colonie d'Albatros royaux sur l'île entre 1954 et 2001.

#### Sur l'île Campbell
Sur l'île Campbell, où se reproduisent la majorité des effectifs, des suivis irréguliers ont eu lieu depuis 1958. Entre 1969 et 1983, le nombre de couples nicheurs annuels y était estimé entre 4 208 au minimum et 5 336 au maximum, puis 6 308 en 1995 et 8 300 à 8 700 en 2004. De nouveaux comptages effectués en mars 2020 et février 2023 sur l'île ont montré une chute des effectifs de l'ordre de 32,8% depuis les années 1990 et 26,5% depuis les années 2000. Il est difficile de savoir à quoi est dû ce déclin à cause d'un mauvais suivi du nombre de nids entre la saison 2008-2009 et 2019-2020. Selon un rapport de 2024, la campagne de baguage et l'installation de caméras près des nids devraient permettre de donner plus d'informations dans les années à venir, afin de mieux saisir la dynamique de population. Les auteurs préconisent de mener chaque année des campagnes de capture-marquage-recapture.

### Menaces

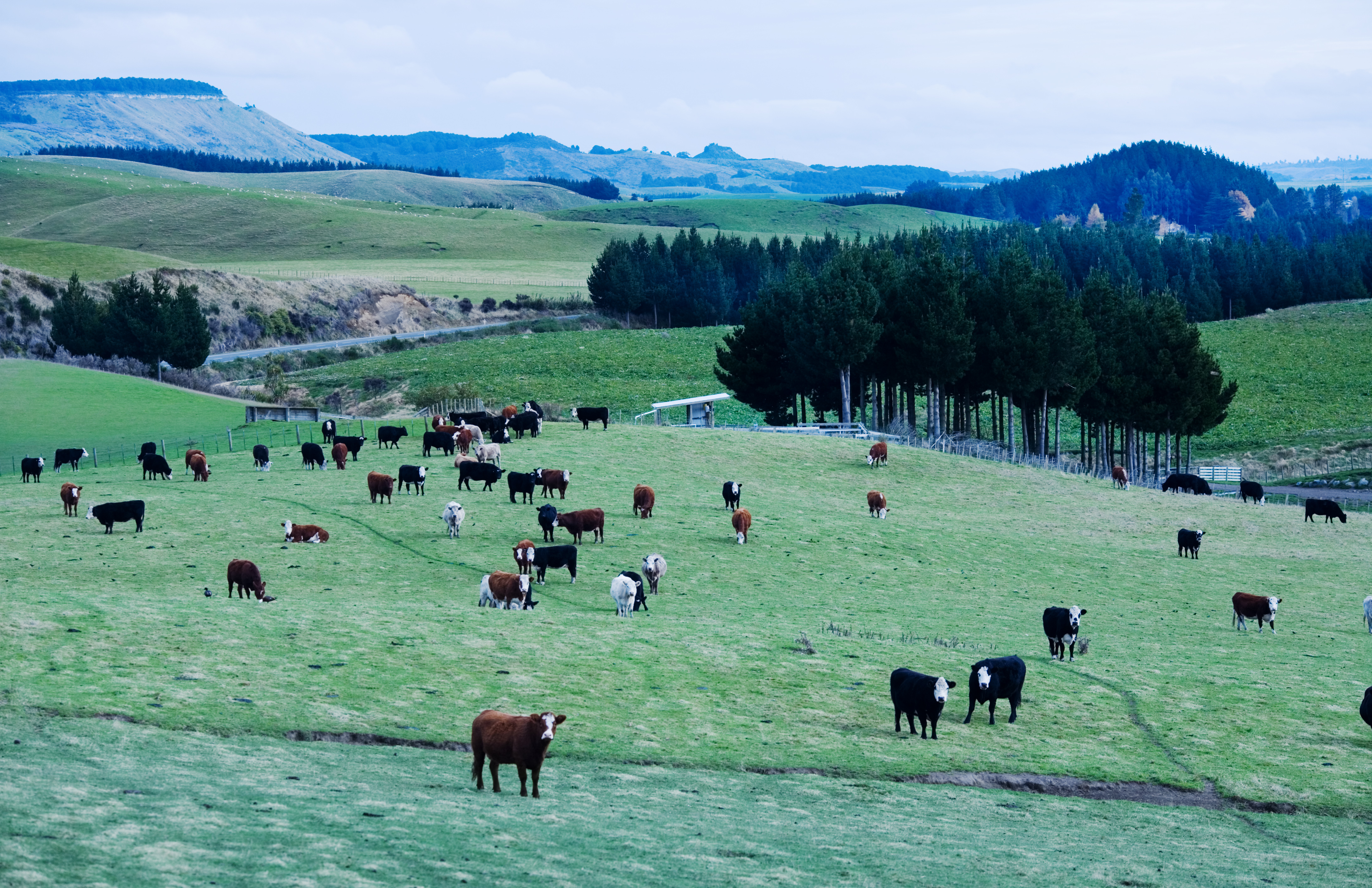
L'exploitation agricole et l'introduction de nouvelles espèces en Nouvelle-Zélande a impacté l'Albatros royal.

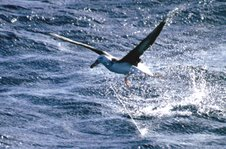
Les Albatros royaux sont parfois capturés accidentellement par des palangres, comme l'Albatros à sourcils noirs sur cette photo.

L'Albatros royal a été éradiqué de l'île Enderby vers 1868 à cause de l'exploitation humaine, avant de recoloniser l'île dans les années 1940. La population est depuis en augmentation sur l'île. Un rapport de 2003 faisait état d'une augmentation sur l'île Campbell, où l'Albatros royal a décliné entre les années 1895 et 1931 à cause l'exploitation agricole,, mais des chiffres de 2024 montrent à nouveau un déclin.
Sur l'île Campbell, l'Albatros royal a souffert de l'introduction de mammifères comme les rats et les chats, la dégradation de l'île par l'exploitation agricole, le brûlis et le pâturage, qui ont causé la destruction de son habitat propice à la reproduction. La prédation humaine a aussi participé à ce déclin,. L'introduction des vaches, des cochons, des chats et des lapins (Oryctolagus cuniculus) sur l'île Auckland a pu causer son extinction locale.
Les zones où l'Albatros royal recherche sa nourriture recoupent des zones de pêche, or il est menacé par la pêche à la palangre et les chaluts, car il se prend dans les filets,,,. Il est rarement victime de la pêche en Nouvelle-Zélande mais est plus fréquemment attrapé lorsqu'il se déplace dans le Pacifique, l'Atlantique et l'océan Indien. Il est aussi vulnérable au changement climatique qui transforme ses sources de nourriture.

### Statut et mesures de protection
L'Union internationale pour la conservation de la nature considère l'Albatros royal comme une espèce vulnérable. D'après la dernière évaluation qui date de 2018, il remplit le critère D2 de la liste rouge de l'UICN, ce qui signifie que sa zone d'occupation est très réduite ou que le nombre de localités est très limité,. Selon cette classification, les espèces remplissant ce critère sont particulièrement exposées « aux impacts d'activités anthropiques ou d'événements stochastiques en une très brève période de temps et dans un avenir imprévisible » et pourraient « devenir En danger critique ou même Éteinte en un laps de temps très court ».
Il est inscrit à l'annexe II de la convention de Bonn et à l'annexe I de l'accord sur la conservation des albatros et des pétrels,. Les îles subantarctiques de Nouvelle-Zélande, où il se reproduit, sont des réserves naturelles classées comme zone importante pour la conservation des oiseaux et comme patrimoine mondial de l'UNESCO,.
Le Ministère de la Conservation de Nouvelle-Zélande le qualifie d'espèce à périmètre restreint (restricted range), ce qui signifie que que son aire de reproduction mesure moins de 1 000 km2. Il est considéré comme vulnérable à l'échelle nationale (Nationally vulnerable), car il est hautement menacé d'extinction à moyen terme,. Il est inscrit au Wildlife Act 1953 (en) et au Plan d'action pour la conservation des oiseaux de mer en Nouvelle-Zélande (Action Plan for Seabird Conservation in New Zealand; Part A: Threatened Seabirds).
En Australie, il est considéré comme une espèce vulnérable dans l'Environment Protection and Biodiversity Conservation Act 1999. Il fait partie des espèces protégées par le Plan national de rétablissement des Albatros et des Pétrels (National Recovery Plan for Albatrosses and Petrels) et le Plan de réduction des menaces liées aux captures accidentelles d'oiseaux de mer lors des opérations de pêche à la palangre (Threat Abatement Plan for the incidental catch (or bycatch) of seabirds during oceanic longline fishing operations). Il est inscrit dans des plans nationaux de conservation des espèces menacées au  Brésil, au Chili, en Afrique du Sud et en Uruguay.
Le bétail, les lapins et les souris ont été éradiqués de l'île Enderby, et les rats ont été éradiqués de l'île Campbell en 2001. BirdLife International préconise de poursuivre l'élimination des espèces invasives en éradiquant les cochons et les chats de l'île Auckland. D'autres mesures pourraient être prises, comme surveiller d'éventuelles blessures dues au baguage et développer des techniques pour réduire les captures accidentelles par des filets de pêche.

## Taxonomie

### Classification et sous-espèces
L'Albatros royal est décrit scientifiquement par le naturaliste français René Primevère Lesson en 1825, dans les Annales des sciences naturelles. Il le nomme Albatros à épaulettes et lui donne son nom binominal encore utilisé aujourd'hui, Diomedea epomophora,. L'espèce a eu pour synonymes : Diomedea regia (Buller, 1891), Diomedea epomophora mccormicki (Mathews, 1912) et Diomedea epomophora longirostris (Mathews, 1934),.
Selon la classification de référence du Congrès ornithologique international (version 15.1), l'Albatros royal fait partie de la famille des Diomedeidae et du genre Diomedea, qui comprend cinq autres espèces : l'Albatros de Sanford (D. sanfordi), l'Albatros hurleur (D. exulans), l'Albatros de Tristan da Cunha (D. dabbenena), l'Albatros des Antipodes (D. antipodensis) et l'Albatros d'Amsterdam (D. amsterdamensis). Il n'a pas de sous-espèces.
L'Albatros royal et l'Albatros de Sanford ont longtemps été considérés comme deux sous-espèces, Diomedea epomophora epomophora et Diomedea epomophora sanfordi,. Leur séparation en deux espèces distinctes datent d'une étude parue en 1998, où les auteurs soulignent leurs différences morphologiques,. Bien qu'ils soient aujourd'hui considérés comme deux espèces distinctes par la classification de référence du Congrès ornithologique international (version 15.1), BirdLife International, l'Accord sur la conservation des albatros et des pétrels et la plupart des guides d'identification récents, certains auteurs considèrent qu'ils sont trop proches génétiquement et que l'Albatros de Sanford est une sous-espèce de l'Albatros royal,.

### Noms et étymologie
Le nom Diomedea vient du personnage de la mythologie grecque Diomède. La légende veut qu'à sa mort, ses compagnons étaient si désespérés qu'ils ont été transformés en oiseaux de mer blancs,. Le terme epomophora est composé du grec epomis, pour épaule, et -phoros, pour porter. Selon James A. Jobling dans son dictionnaire des noms d'oiseaux, cet adjectif ne fait pas référence à sa silhouette bossue en vol, mais plutôt aux taches blanches sur ses ailes, qui rappellent des épaulettes — son ancien nom en français étant Albatros à épaulettes. Le nom générique Albatros viendrait d'un mélange de l'arabe al-gattas, pour « aigle marin », et du latin albus, « blanc », en référence au ventre et au dessous des ailes blancs chez les Albatros.
Son nom en maori est Toroa-whakaingo, comme l'Albatros de Sanford, ou seulement Toroa, le nom générique donné à tous les Albatros. Il est appelé en anglais Southern Royal Albatross, l'Albatros royal du Sud, tandis que l'Albatros de Sanford est appelé Northern Royal Albatross, l'Albatros royal du nord.

## Dans la culture

### L'Albatros dans la culture maorie

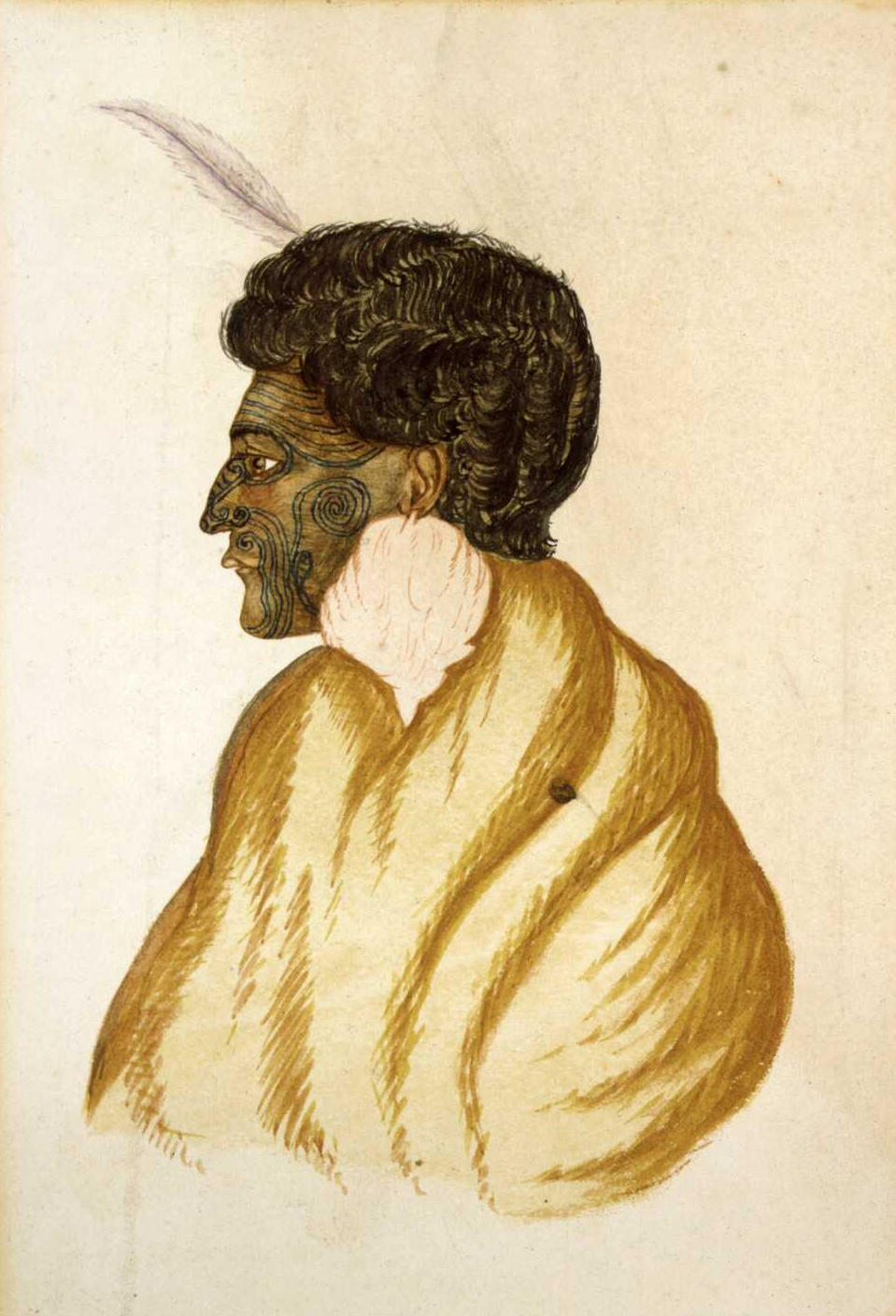
Sur ce dessin des années 1840, un chef maori est représenté avec une boucle d'oreille faite en plumes d'Albatros.

Dans la culture maorie, les Albatros (appelés Toroa) tiennent une place très importante. Leurs plumes et leurs os sont traditionnellement utilisés : les os servent à fabriquer des flûtes, des crochets ou des lances, et les plumes sont utilisées pour faire des capes et des parures, notamment pour des chefs ou lors de cérémonies, ou pour décorer des canoës. Leur viande était consommée,. 

### Philatélie
L'Albatros royal est représenté sur les timbres de sept administrations postales différentes : Aitutaki (1982, 1983), Guinée (1998), Mozambique (2002, 2015), Nouvelle-Zélande (1996, 2012), Sao Tomé-et-Principe (2008), Saint-Christophe (2007) et Ouganda (2014).

#### Guides d'identification et ouvrages généraux
- Fabrice Genevois et Frank S. Todd, Oiseaux et Mammifères antarctiques et des îles de l'océan austral : Terres australes et antarctiques françaises et îles Malouines incluses, Kameleo, 2006, 144 p. (ISBN 978-2350950082)
- Fabrice Genevois et Christophe Barbraud, Oiseaux marins : entre ciel et mers, Versailles, Quae, 2020, 2e éd. (1re éd. 2015), 200 p. (ISBN 978-2-7592-3108-9).
- (en) Peter Harrison, Seabirds: an identification guide, Bromley, Kent, Christopher Helm, 1985, 2e éd. (1re éd. 1983) (lire en ligne ), p. 224-225.
- (en) Geoff Moon (en) (trad. Guide photographique des oiseaux de Nouvelle-Zélande), Photographic Guide To Birds Of New Zealand, Upstart Press Ltd, 2012, 142 p. (ISBN 978-1869663278).
- (en) Derek Onley et Paul Scofield (trad. Guide pratique des albatros, des pétrels et des puffins du monde), Field Guide to Albatrosses, Petrels and Shearwaters of the World, Helm, 2007, 240 p. (ISBN 978-0713643329).
- (en) Brian Parkinson, Field Guide to New Zealand Seabirds, Auckland, New Holland Publishers, 2000 (lire en ligne ), p. 22.
- (en) Graham Pizzey (en) et Frank Knight (Illustrations) (trad. Le guide pratique des oiseaux d'Australie), The Field Guide to the Birds of Australia, HarperCollins, 2013, 608 p. (ISBN 978-0732291938).
- (en) John Warham, The Behaviour, Population Biology and Physiology of the Petrels, Londres, New York, Academic Press, 1996 (lire en ligne ).

#### Articles spécialisés
- (en) Simon Childerhouse, Christopher Robertson, Wally Hockly et Nadine Gibbs, « Royal albatross (Diomedea epomophora) on Enderby Island, Auckland Islands », DOC Science Internal Series, New Zeland Department of Conservation,‎ octobre 2003 (lire en ligne).
- (en) J. W. Enticott, « The pelagic distribution of the Royal Albatross Diomedea epomophora », Cormorant, no 13,‎ 1986, p. 143-156 (lire en ligne).
- (en) M. J. Imber, « Diet and Feeding Ecology of the Royal Albatross Diomedea epomophora - King of the Shelf Break and Inner Slope », Emu, vol. 99,‎ 1999 (présentation en ligne).
- (en) P. J. Moore, J. J. Scott, L. J. Joyce et M. Peart, « Southern Royal Albatross Diomedea epomophora epomophora census on Campbell Island, 4 January-6 February 1996, and a review of population figures », Science & Research Series, Department of Conservation, no 101,‎ avril 1997 (lire en ligne).
- (en) David G. Nicholls, « Plumages of northern (Diomedea sanfordi) and southern royal (D. epomophora) albatrosses observed in Chilean seas in September 2004 », Notornis, vol. 54, no 3,‎ 2007, p. 158-167 (lire en ligne).
- (en) Susan Waugh, P. M. Sagar et D. Paull, « Laying Dates, Breeding Success and Annual Breeding of Southern Royal Albatrosses Diomedea epomophora epomophora at Campbell Island During 1964-69 », Emu, vol. 197, no 3,‎ 1997, p. 194-199 (présentation en ligne).
- (en) Susan Waugh, Christina Troup, Dominique Filippi et Henri Weimerskirch, « Foraging Zones of Southern Royal Albatrosses », The Condor, vol. 104, no 3,‎ 2002, p. 662-667 (lire en ligne ).
- (en) Susan Waugh, Dominique Filippi, Akira Fukuda, Makio Suzuki, Hiroyoshi Higuchi, Alvin Setiawan et Lloyd Davis, « Foraging of royal albatrosses, Diomedea epomophora, from the Otago Peninsula and its relationships to fisheries », Canadian Journal of Fisheries and Aquatic Sciences,‎ juin 2005 (DOI 10.1139/f05-001, lire en ligne )